# Wiki

Wikipedia-Quelltext (Beispiel)

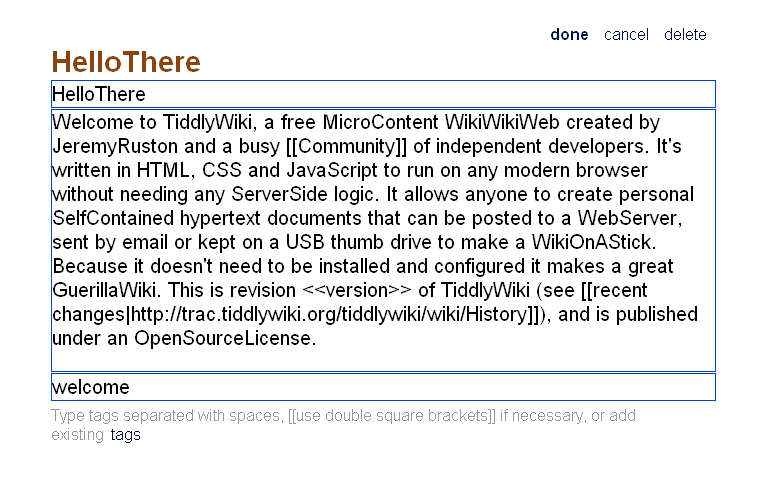
Einfache Wikitext-Beispiele im Bearbeitungs-Modus von TiddlyWiki

Ein Wiki (hawaiisch für „schnell“) ist eine Website, deren Inhalte von den Besuchern nicht nur gelesen, sondern auch direkt im Webbrowser bearbeitet und geändert werden können (Web-2.0-Anwendung).
Das Ziel ist häufig, Erfahrung und Wissen gemeinschaftlich zu sammeln (kollektive Intelligenz) und in für die Zielgruppe verständlicher Form zu dokumentieren. Die Autoren erarbeiten hierzu gemeinschaftlich Texte, die ggf. durch Fotos oder andere Medien ergänzt werden (kollaboratives Schreiben, E-Collaboration). Ermöglicht wird dies durch ein vereinfachtes Content-Management-System, die sogenannte Wiki-Software oder Wiki-Engine.
Das bekannteste Wiki ist die Online-Enzyklopädie Wikipedia, welche die Wiki-Software MediaWiki einsetzt. Zudem nutzen auch viele Unternehmen Wikis als Teil des Wissensmanagementsystems in ihrem Intranet (standortübergreifend), siehe Enterprise Wiki. Ein einzelnes Dokument, eine Wiki-Seite, kann mit wenigen Klicks (Button Bearbeiten und Button Speichern oder Veröffentlichen) geändert werden. Zu diesem Zweck ist die Wiki-Seite zumeist in Form von Wikitext, einer leicht erlernbaren Auszeichnungssprache, gespeichert.
Die Abbildung rechts oben zeigt den Wikitext dieser Wiki-Seite im Bearbeitungs-Modus.

## Name

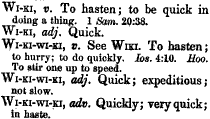
Definition von wiki in Andrews’ A Dictionary of the Hawaiian Language (1865)

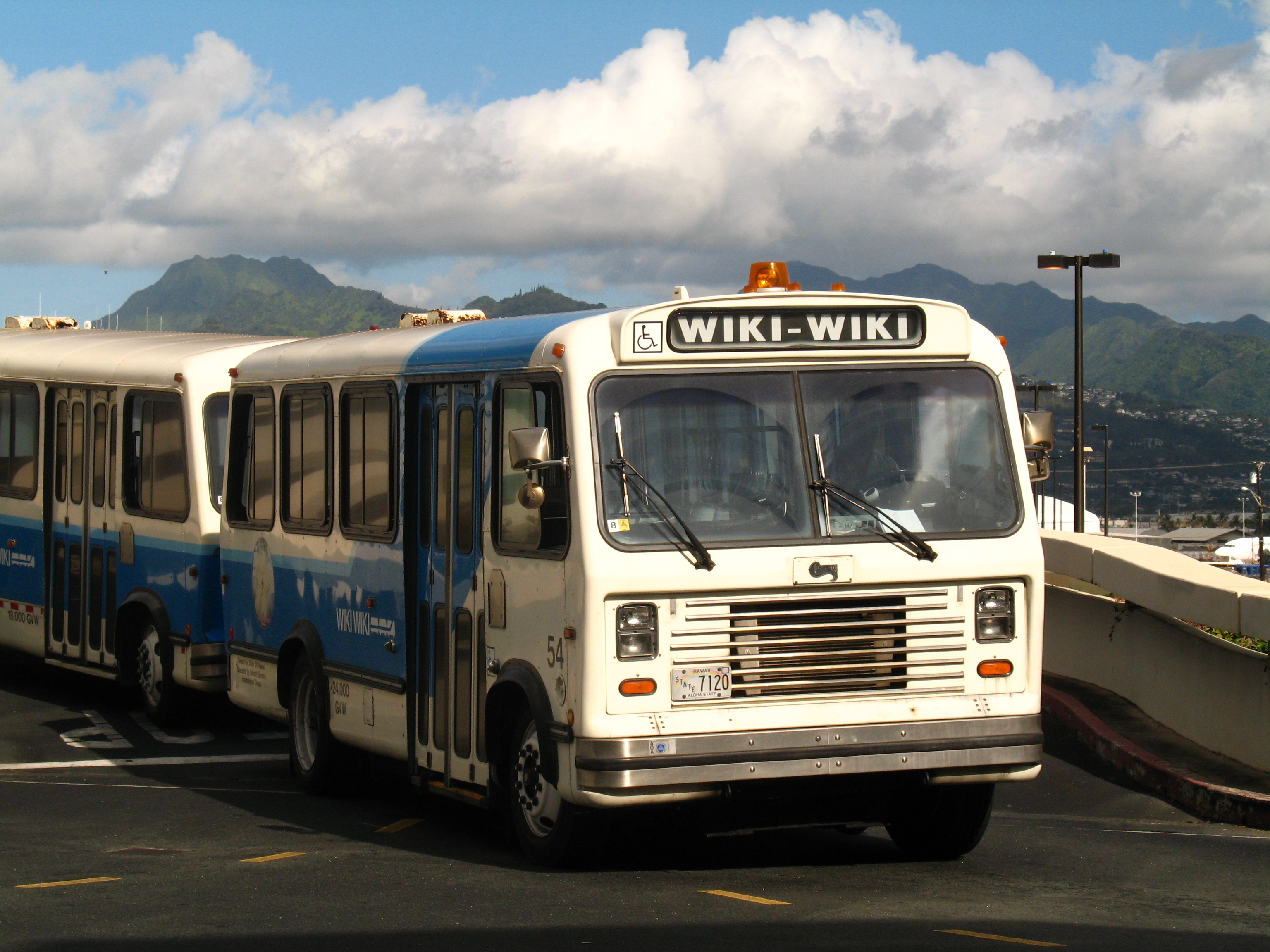
Wiki-Wiki-Bus am Flughafen Honolulu

Der Miterfinder der Wikis, Ward Cunningham, wählte den Namen Wiki wegen einer Reise nach Hawaii. Bei der Ankunft am Flughafen auf Oʻahu sah er die Bezeichnung Wiki Wiki für den dortigen Schnellbus. Dabei übernahm er die Verdoppelung, die im Hawaiischen für eine Steigerung („sehr schnell“) steht. Cunningham betrachtet Wiki als eine Abkürzung für den eigentlichen Namen seines Wikis, WikiWikiWeb.
Da der Ausdruck also älter ist als das Wiki-Konzept oder die Wikipedia, erscheint er dementsprechend bereits in älteren Wörterbüchern und auch beim Schriftsteller Jack London. In seinem Werk Martin Eden von 1908 heißt es: „Das ist mein Neuestes, ganz anders als alles was ich bisher gemacht habe … Es ist eine Hawaii-Geschichte. Genannt habe ich sie Wiki-Wiki.“
Wegen ihres Erfolgs denken die meisten Menschen beim Ausdruck Wiki an die Wikipedia. Oftmals verwenden sie den Ausdruck sogar als Abkürzung für die Wikipedia, ohne zu wissen, dass es sich dabei um die Bezeichnung für eine bestimmte Art von Software und ihre Anwendung handelt.

## Definition
Es gibt keine allgemein anerkannte Definition für Wikis und keine Einigkeit darüber, welche Merkmale ein Wiki ausmachen. Manche der in der Literatur angeführten Merkmale sind unbestimmt (wie „Einfachheit“) oder nicht ausschließlich für Wikis bedeutsam (wie die Versionierung von Seiteninhalt). Beispielsweise ist eine Verlinkung der Seiten zum Hypertext typisch für viele Wikis, aber nicht zwingend: Ein Wiki kann auch wie ein Handbuch mit einer allgemeinen Gliederung organisiert sein. Weitere diskutierte Merkmale heißen Offenheit, Kollaboration und Selbstbestimmtheit.
In ihrem 2001 veröffentlichten Buch „The Wiki Way: Quick Collaboration on the Web“ beschrieben Bo Leuf und Wiki-Miterfinder Ward Cunningham die grundlegenden Eigenschaften eines Wikis (frei übersetzt) wie folgt:
- „Ein Wiki lädt alle Nutzer – nicht nur Experten – ein, jede Seite zu bearbeiten oder neue Seiten innerhalb des Wikis zu erstellen, und das nur mit einem standardmäßigen 'schlichten' Webbrowser ohne zusätzliche Add-ons.“
- „Ein Wiki fördert sinnvolle thematische Verknüpfungen zwischen verschiedenen Seiten, indem es die Erstellung von Seitenlinks intuitiv einfach macht und anzeigt, ob die gewünschte Zielseite existiert oder nicht.“
- „Ein Wiki ist keine sorgfältig gestaltete Website, die von Experten und professionellen Autoren erstellt und für Gelegenheitsbesucher konzipiert wurde. Stattdessen sucht es die Einbindung der typischen Besucher/Nutzer in einen fortlaufenden Prozess der Schöpfung und Zusammenarbeit, der die Landschaft der Website ständig verändert.“

Andrew Lih etwa definiert das Wiki-Konzept knapp als die „radikale Idee, es jedem zu erlauben, jede Seite einer Website offen zu bearbeiten“. Für Ebersbach, Glaser und Heigl ermöglicht Wiki-Software „die Entstehung assoziativer Hypertexte mit nicht-linearen Navigationsstrukturen.“ Ziko van Dijk definiert:

„Ein Wiki ist ein Medium für die Produktion und Rezeption von gemeinschaftlichem Inhalt. Gemeinschaftlich ist Inhalt, wenn er von mehr als einer Person erstellt und verändert werden kann, darf und soll.
Der Inhalt ist im Wiki getrennt in Hauptinhalt und Nebeninhalt; letzterer dient dazu, über den Hauptinhalt und das Wiki zu kommunizieren.
Ein Wiki hat eine Makrostruktur, die nur ein Segment zu ein und demselben Thema zulässt (unikales Prinzip).“

Von der Definition hängt ab, welche kollaborativen Systeme man einbeziehen möchte, unabhängig davon, ob sie den Ausdruck „Wiki“ im Namen führen oder nicht. Systeme für die Geschäftswelt, die sogenannten Enterprise-Wikis, ermöglichen es oftmals, zum Beispiel auch geschlossene Kommunikationsräume für Kleingruppen einzurichten oder einen eingebauten Kalender zu verwenden. Florian L. Mayer spricht hier von „Komplettsystemen mit Wiki-Funktionalität“.

## Funktionsweise

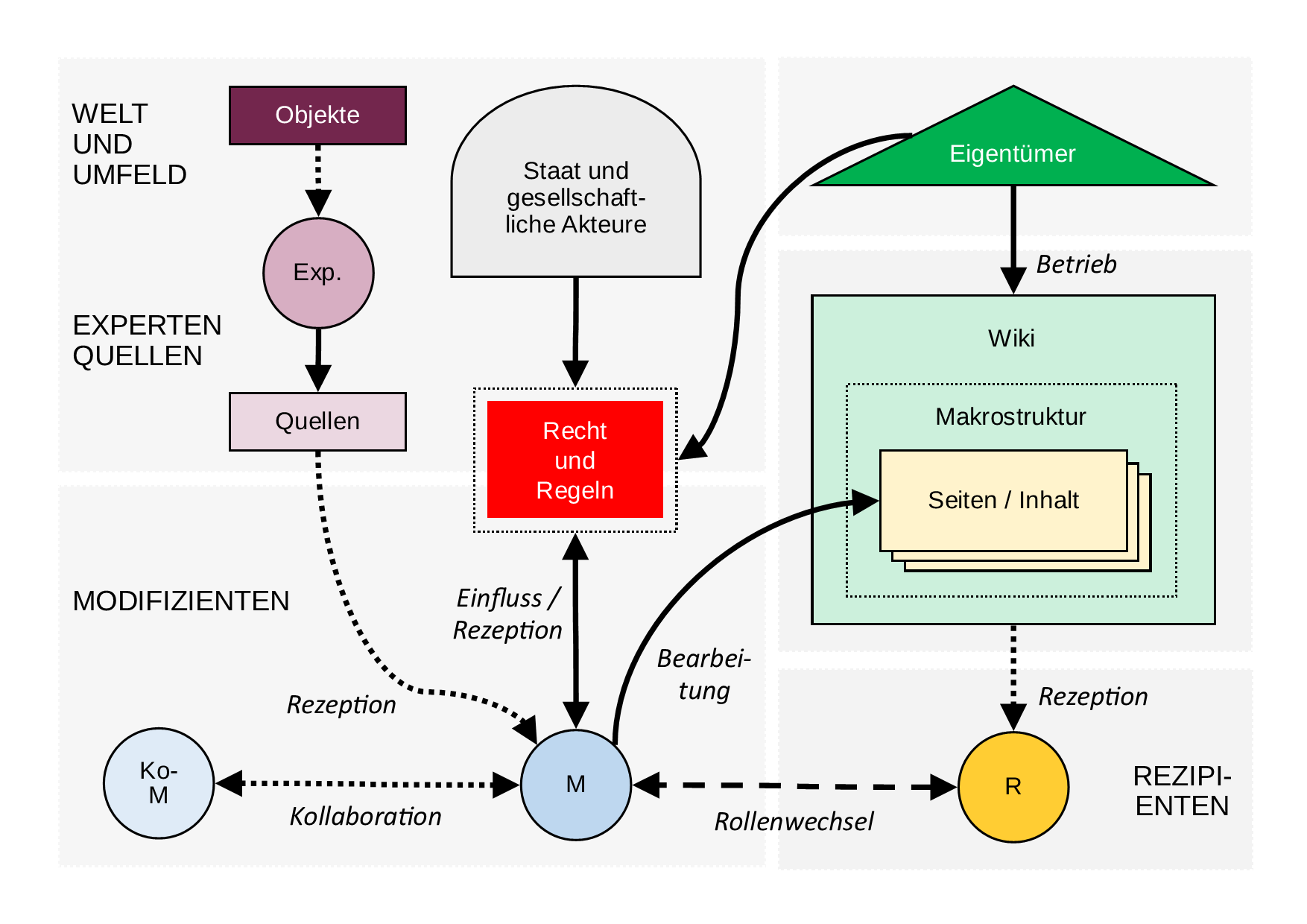
Ein Wiki-Modell mit Berücksichtigung der beschriebenen Welt und der gesellschaftlichen Umgebung, der Modifizienten (Mitmacher, Bearbeiter), des Wiki-Eigentümers, des Wikis und der Rezipienten

Als wesentlicher Unterschied zu anderen Content-Management-Systemen (CMS) bietet Wiki-Software weniger Gestaltungsmöglichkeiten für Layout und Design der Webseiten. Primäre Funktion ist hingegen ein Bearbeitungsmodus für jede Wiki-Seite, der es auch einem Neuling erlaubt, ohne große Einarbeitung Text und Inhalt der Seite zu ändern. Hierzu wird die Wiki-Seite im Bearbeitungsmodus häufig in einem WYSIWYG-Editor geöffnet oder in einer einfach erlernbaren, vereinfachten Auszeichnungssprache (beispielsweise Wikitext) angezeigt (oder wahlweise beides). Beide Varianten ermöglichen in der Regel insbesondere Schriftauszeichnung, Verlinkung, Listen und Aufzählungen sowie teils auch die Möglichkeit von Transklusionen für wiederholende Inhalte.
Im Unterschied zu den Content-Management-Systemen mit ihren teils genau geregelten Arbeitsabläufen (engl. workflows) etwa in Redaktionssystemen, setzen Wikis auf die Philosophie des offenen Zugriffs: idealerweise kann jeder Nutzer jeden Eintrag lesen und bearbeiten. Wikis gelten als gegenüber einem klassischen CMS dann im Vorteil, wenn eine hohe Anzahl an Nutzern Informationen einstellt, so dass im Medium eine kritische Masse erreicht wird und es zu einem „Selbstläufer“ wird. Es gibt aber auch Wiki-Systeme, die eine Zugriffssteuerung (etwa via Access Control List) für bestimmte Seiten und Benutzergruppen (z. B. Abteilungen eines Unternehmens) erlauben.
Eine wesentliche Funktion der meisten Wiki-Produkte ist die Versionsverwaltung, die es den Nutzern im Fall von – durch den offenen Zugriff kaum vermeidlichen – Fehlern oder Vandalismus erlaubt, eine frühere Version einer Seite schnell wiederherzustellen.
Wie bei Hypertexten üblich, sind die einzelnen Seiten eines Wikis durch Querverweise (Hyperlinks) miteinander verbunden; dabei dient der Titel einer Seite meist auch als Linkadresse. Links auf nichtexistente Seiten werden dann nicht als Fehler angezeigt, sondern es erscheint ein Formular, um die neue Seite anzulegen. Eine Vernetzung mit anderen populären Wiki-Diensten wird teils durch sog. InterWiki-Verweise ermöglicht.
Die meisten Systeme sind als freie Software veröffentlicht, oft unter einer Version der gebräuchlichen GNU General Public License (GPL). Viele Wiki-Software Systeme sind modular aufgebaut und bieten eine eigene Programmierschnittstelle, die es dem Benutzer ermöglicht, eigene Erweiterungen zu schreiben, ohne den gesamten Quellcode zu kennen.
Ein Wiki kann öffentlich zugänglich im World Wide Web verfügbar sein, in lokalen Netzwerken nur für eine bestimmte Nutzergruppe (z. B. als Intranet) eingesetzt werden oder auch auf einem einzelnen Rechner zur persönlichen Informationsorganisation verwendet werden, etwa in Form eines Desktop-Wikis. Beispiele für Desktop-Wiki-Software sind AcroWiki für Palm OS, Tomboy und Zim für Linux, VoodooPad für macOS, Gluebox (plattformunabhängig), ConnectedText und WikidPad für Windows, sowie TiddlyWiki, das client-seitig (ohne Server) als JavaScript in jedem Browser läuft. Bei öffentlich zugänglichen Wikis kann es Beschränkungen geben, zum Beispiel durch eine Pflicht zur Registrierung, so dass ein Benutzerkonto mit weiteren Zugriffsrechten verbunden ist.

## Einteilungen von Wikis
Wikis können für unterschiedliche Zwecke und unterschiedlichen Umgebungen eingesetzt werden und mit unterschiedlicher Software betrieben werden. Eine allgemein akzeptierte Typologie und Terminologie gibt es nicht, doch lassen sich Tendenzen erkennen.
Häufig bezeichnet man Wikis nach ihrer sehr konkreten Funktion oder ihrem Thema, so dass eine Vielzahl von Bezeichnungen entstanden ist: „Fanwiki“ für popkulturelle Inhalte, „Stadtwiki“ oder „Regiowiki“ zur Geschichte oder aktuellen Zivilgesellschaft einer lokalen Einheit, „Unternehmenswiki“ („Enterprise-Wiki“, „Firmen-Wiki“, „Business-Wiki“, „Organisationswiki“) für eine Arbeitsplattform im Unternehmen oder eventuell einer anderen Organisation usw. Allerdings kann auch ein „Schulwiki“ sehr unterschiedlich verwendet werden, nämlich als (interne) Lernplattform, öffentliche Plattformen für die Lernenden oder als regelrechter Ersatz für eine herkömmliche Website.
In der Literatur finden sich ferner Ansätze für eine Zwei- oder Dreiteilung der Wikis. Dabei stehen offene und öffentliche Wikis wie die Wikipedia den geschlossenen und nichtöffentlichen (internen) Wikis einer Organisation gegenüber. Van Dijk verwendet unter anderem eine Unterscheidung danach, wem das Wiki zugutekommen soll. Rezipientenorientierte Wikis wie die Wikipedia sollen Lesern dienen; eigentümerorientierte Wikis wie die Unternehmenswikis helfen dabei, Unternehmensziele zu realisieren; modifizientenorientierte Wikis sind beispielsweise Lernplattformen zugunsten der bearbeitenden Lernenden; und inhaltsorientierte Wikis wie Wikimedia Commons helfen dabei, Inhalte zu sammeln und bereitzustellen.

## Geschichte und Anwendungen
Die Entwicklung des Wikis als Medium ist eng mit dem World Wide Web verbunden. Es wurde erst durch dieses zu einem Erfolgsmodell, auch wenn seine Vorläufer bis in die 1970er Jahre zurückgehen. Die Änderbarkeit der Seiten durch jedermann setzt zudem eine ursprüngliche Idee des World Wide Web konsequent um.
In der Softwareentwicklung wurde der Nutzen von Wikis für das Wissensmanagement in einem kollaborativen Umfeld zuerst erkannt, was vermutlich auf die Technikaffinität der Mitarbeiter zurückzuführen ist. Ein Wiki-System kann in der Softwareentwicklung, insbesondere der Erstellung von Dokumentationen, zur Verwaltung von Softwarefehlern oder der Koordination unter den Software-Entwicklern dienen. So wurden die ersten Wikis Mitte der 1990er Jahre von Software-Designern zur Produktverwaltung in IT-Projekten entwickelt. Insbesondere in Entwicklungsprojekten von Open-Source-Software – etwa bei Apache oder OpenOffice.org –, bei denen Menschen, die über Kontinente verstreut sind, zusammenarbeiten, fällt den Wikis eine Schlüsselrolle zu. Heute kommen Wikis in einer Vielzahl von Anwendungen zum Einsatz, bei denen inhaltliche Flexibilität mehr zählt als ein repräsentatives Layout. Dazu gehören Dokumentationen in Wirtschaft, Wissenschaft und Kultur.

### Vorläufer
Einer der ersten Vorläufer des Wikis war das in der Carnegie-Mellon University 1972 entwickelte ZOG-Datenbanksystem, das für mehrere Nutzer ausgelegt war und die Daten in strukturierten Textrahmen darstellte; verbunden waren sie durch Hyperlinks.
Dieses System wurde 1981 von Donald McCracken und Robert Akscyn zum Knowledge Management System (KMS) erweitert, bei dem Änderungen an den Datenblättern im gesamten Netzwerk sofort sichtbar wurden. In diesem System waren bereits Grafiken und Bilder integrierbar, auch sie konnten mit Hyperlinks versehen werden.

Ebenfalls auf ZOG basierte der Document Examiner von Janet Walker, der ab 1985 zur Darstellung von Computer-Anleitungen verwendet wurde. Dieses Hypertextsystem, bei dem die Texte in einem scrollbaren Bildschirmfenster dargestellt wurden, wurde im selben Jahr von Xerox zum Note-Cards-System weiterentwickelt, aus dem schließlich 1987 das HyperCard-System von Apple (zunächst unter dem Namen WildCard) hervorging. 

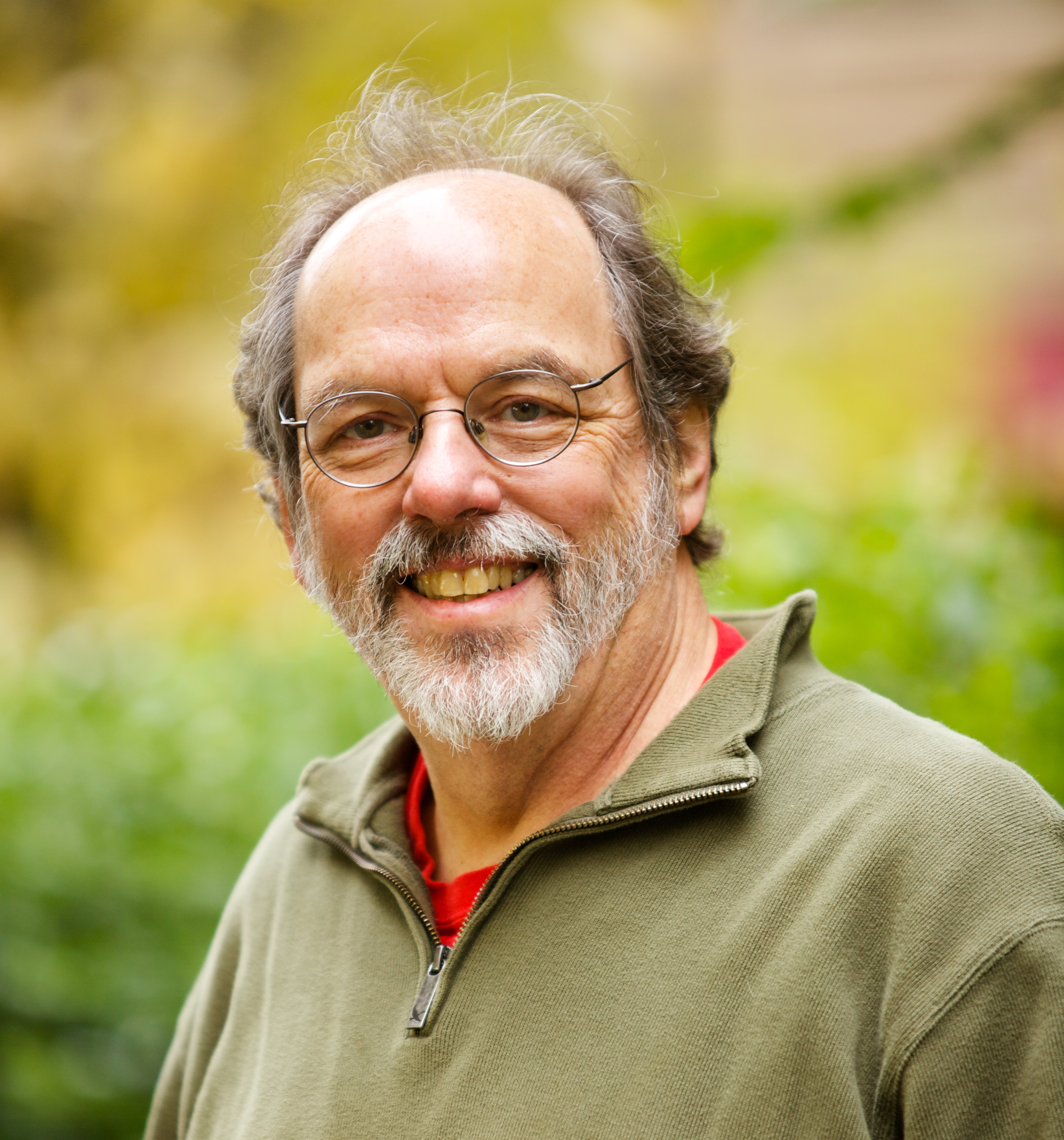
Ward Cunningham, Erfinder des Wiki

Dieses System beeinflusste Ward Cunningham bei seinem WikiWikiWeb entscheidend, da es beispielsweise bereits verschiedene Typen von Cards ermöglichte, von denen eine Gruppe für Benutzer, eine für Projekte und eine für die Ideen selbst stehen konnte. Ebenfalls war in Cunninghams Weiterentwicklung des Systems das Anlegen neuer Karten durch das Klicken auf Links auf nichtvorhandene Inhalte möglich.
Tim Berners-Lee, der ab 1989 entscheidende Beiträge zu HTML und zum World Wide Web leistete, hatte zu Beginn seiner Arbeiten an Hypertextsystemen ähnliche Ideen verfolgt, da seiner Meinung nach dieses Instrument vor allem zur kollaborativen Erstellung von Texten in der Wissenschaftsgemeinde verwendet werden sollte. Konsequenterweise war Berners-Lees erster Webbrowser WorldWideWeb (1990/1991) sowohl zum Darstellen als auch zum Bearbeiten von Websites geeignet. In historischer Perspektive beschreibt er seine Ideen in seinem Buch „Weaving The Web“ (deutsche Lehnübertragung „Der Web-Report“). Dennoch setzte sich im Web zunächst die nichtkollaborative Erstellung von Websites durch, die durch restriktive Benutzerrechte für die Seiten auf den Servern erreicht wurde.

### „WikiWikiWeb“
Das erste im Web gehostete wirkliche Wiki, WikiWikiWeb, wurde vom US-amerikanischen Softwareautor Ward Cunningham als Wissensverwaltungswerkzeug im Rahmen der Entwurfsmuster-Theorie 1994 auf Basis der HyperCard-Systeme konzipiert. Es befasste sich mit Softwaredesign im Rahmen der objektorientierten Programmierung. Am 25. März 1995 wurde es über das Internet der Öffentlichkeit verfügbar gemacht.
Cunninghams Konzept stieß in der Software-Entwicklergemeinde auf reges Interesse, das schnell anwuchs. So umfassten die Seiten des WikiWikiWeb im Dezember 1995 bereits 2,4 MB Speicherplatz, Ende 1997 waren es 10 MB und Ende 2000 62 MB.

### Wikis in den späten 1990er Jahren
Bereits kurze Zeit nach der Inbetriebnahme des WikiWikiWeb entstanden erste Klone der Software. Wikis entwickelten sich schnell zu einem beliebten Instrument in der Szene rund um die freie Software, in der sie als Instrument zur Unterstützung der Kommunikation und der Ideenorganisation unter den Entwicklern genutzt wurden. Auch Cunningham unterstützte diese Entwicklung, indem er einen eigenen Klon seiner Software, Wiki Base genannt, veröffentlichte. Dennoch kam es bald zu Spannungen zwischen WikiWikiWeb und einigen Klonen, da Cunningham erwartete, dass die Nutzer von Wiki Base eigene Verbesserungen in den Quellcode seines eigenen Wikis einfügen, was aber nur selten geschah.
Einer der bedeutendsten Klone von Wiki Base war das 1997 von Peter Merel geschriebene CvWiki. Aus diesem ging 1999 das UseModWiki hervor, das bis heute im MeatballWiki, einem der populärsten Software-Wikis verwendet wird. UseModWiki war auch in der Anfangszeit der Wikipedia deren Wiki-Engine, bis es 2002 von MediaWiki abgelöst wurde.
1998 wurde mit TWiki die erste Wiki-Software auf Basis von Textdateien veröffentlicht, dieses System eignet sich vor allem für kleinere Wikis (z. B. Desktop- und Firmenwikis), in denen so eine höhere Performance erreicht werden kann. 1999 erschien mit PhpWiki die erste Wiki-Engine auf Basis der Programmiersprache PHP.
Bis 2001 waren Wikis als Medium weitgehend auf die Software-Entwicklerszene beschränkt, weshalb das öffentliche Interesse an ihnen außerhalb dieser spezialisierten Szene begrenzt war. Dennoch wurden mit anderen Softwarekonzepten bereits kollaborative Webportale mit ähnlichen Zielen, wie Everything2, entwickelt. Das erste echte Wiki-Portal, das zu einem anderen Thema als Software entwickelt wurde, war der Online-Reiseführer World66, gegründet im Jahr 1999 von einem niederländischen Unternehmen, das als eines der ersten das Konzept der freien Inhalte in ein profitables Geschäftsmodell zu integrieren versuchte.
Zwischen 1998 und 2000 kam es im WikiWikiWeb selbst zu Spannungen, als sich die Beiträge immer weiter vom ursprünglichen Thema des Wikis entfernten. Es kam so zu einer Konfrontation zwischen zwei Gruppen: Während die WikiReductionists den Schwerpunkt des Wikis weiterhin auf der objektorientierten Softwareprogrammierung sehen wollten, sollte nach der Meinung der WikiConstructionists auch Platz für andere, allgemeinere Themen im WikiWikiWeb sein, insbesondere für solche, die das Wiki-Konzept als solches betrafen (sogenannte WikiOnWiki-Themen). Dies führte im Jahr 2000 zur Spaltung und zur Gründung des MeatballWiki, das sich neben der Diskussion der Wiki-Idee selbst auch mit allgemeineren Themen wie dem Urheberrecht oder der Cyberpunk-Bewegung befasste. Das MeatballWiki und einige andere in diesem Streit entstandenen Websites wurden als SisterSites bezeichnet und vom WikiWikiWeb aus direkt verlinkt. Aus diesem Wiki stammen zahlreiche Ideen, die die Popularisierung der Wiki-Idee fördern sollten, wie der TourBusStop, eine Tour durch verschiedene Wikis, der WikiNode als Knotenpunkt eines Wikis und der WikiIndex (etwa 22.000 Seiten) als Datenbank möglichst aller Wikis.

### Wikipedia und die Popularisierung des Konzeptes: 2001 bis 2005
Die Popularisierung des Wiki-Konzeptes geht auf die Online-Enzyklopädie Wikipedia zurück. Zwischen 1999 und 2000 hatte das US-amerikanische Unternehmen Bomis die Idee einer im Internet erstellten Enzyklopädie entwickelt. Dem Nupedia-Projekt, das 2000 gestartet wurde, war jedoch zunächst kein Erfolg beschieden, da der Prozess der Erstellung der Einträge auf dem Peer-Review-Prozess fußte und damit sehr langwierig war. Gegen Ende des Jahres wurde daher vom Bomis-Gründer Jimmy Wales und von dem von Wales angestellten Larry Sanger eine Wiki-Erweiterung entwickelt, die am 15. Januar 2001 auf der separaten Domain wikipedia.com online ging und sich noch im Laufe des Jahres, besonders nach einer Meldung im Onlinemagazin Slashdot, zu einem großen Erfolg entwickelte. Im selben Jahr wurden andere Sprachversionen gestartet. Bis 2005 wuchs die Zahl der Seiten auf über eine Million an und Wikipedia wurde zu einer der meistbesuchten Webseiten überhaupt.
Um die wachsenden Ansprüche der Wikipedia erfüllen zu können, wurde 2002 die MediaWiki-Software entwickelt. Sie führte als Neuerung ein, dass die Links erstmals freien Text erhalten konnten, davor war die sogenannte CamelCase-Schreibweise üblich, in der die Wörter nicht durch Leerzeichen getrennt wurden. MediaWiki war besonders auf Skalierbarkeit angelegt, um die schnell steigenden Nutzerzahlen bewältigen zu können.
In den Folgejahren wurden, zum Teil aus der Wikipedia-, zum Teil aber auch aus der Meatball-Community heraus, neue Webportale auf Wiki-Basis gegründet. Darunter fiel die Enciclopedia Libre, eine bereits 2002 gegründete Abspaltung der spanischsprachigen Wikipedia, Susning.nu, eine schwedischsprachige Mischung aus Enzyklopädie und Webforum, der 2003 gegründete Online-Reiseführer Wikitravel, das SourceWatch-Projekt zur Dokumentation von Lobby-Organisationen sowie die als Schwesterprojekte der Wikipedia bezeichneten Wikis Wikinews, Wiktionary, Wikibooks, Wikisource, Wikiquote und Wikispecies. Das Wiki-Konzept wurde so an verschiedene Arten von Texten angepasst, mit unterschiedlichem Erfolg. Eine erste nennenswerte Abwandlung des Wikipedia-Konzeptes wurde ab 2003 mit Wikinfo entwickelt, in dem verschiedene Sichtweisen auf die verschiedenen Themen zugelassen waren; der Erfolg blieb aber hinter dem der Wikipedia deutlich zurück.
Kommerzielle Wikifarmen, die ihre Dienste oft kostenlos anbieten, führten dazu, dass es nach und nach nahezu zu jedem möglichen Thema ein eigenes Wiki gibt. Ein besonders großer Erfolg wurden die sogenannten Fanwikis, die – neben der lexikalischen Abhandlung – eine neue Form der kollaborativ erstellten Fan-Fiction ermöglichten. Insbesondere im Science-Fiction- (z. B. Memory Alpha), Fantasy- und Comicbereich konnten einige Wikis hohe Artikel- und Teilnehmerzahlen erreichen. Auch im Bereich Humor haben sich Wikis wie Uncyclopedia, Stupidedia und Kamelopedia etabliert.

### Wikis als Massenmedien: Entwicklung ab 2005
Der Erfolg von Wikipedia führte zu verschiedenen Bestrebungen, das Wiki-Konzept zu verbessern. Im Bereich der als Enzyklopädie konzipierten Wikis entwickelte Larry Sanger das Projekt Citizendium, bei dem das Wiki-Konzept eingeschränkt wird und stattdessen durch ein näher an der traditionellen redaktionellen Arbeitsweise orientiertes System eine Qualitätssteigerung erzielt werden soll. So hat bei Citizendium jeder Artikel einen eigenen verantwortlichen Betreuer, der mit Klarnamen bekannt ist. Ein Erfolg war diesem Projekt wie auch ähnlichen weiteren, so das deutschsprachige Projekt Wikiweise, verwehrt.
Eine weitere Entwicklung ist die Erweiterung von traditionellen Web-Portalen verschiedener Art durch Wiki-Funktionen. So konnte im Wissensportal Google Knol jeder Interessierte Texte einstellen und bestimmen, ob er seine Inhalte zur kollaborativen Bearbeitung nach Wiki-Art freigibt oder nicht. Auf einem ähnlichen Konzept basiert das wissenschaftliche Wiki Scholarpedia, das auf wenige Spezialthemen beschränkt ist und die Teilnahmemöglichkeiten Fachfremder stark einschränkt.
Auf Wiki-Basis wurden weiterhin etwa seit 2005 computergenerierte Datenbanken erstellt, die von den Web-Benutzern bearbeitet und so verbessert werden können. Diese Wikis sind meist stark strukturiert und nutzen in hohem Maße Vorlagen. Bekannte Vertreter dieser Wiki-Form sind das Web-Verzeichnis AboutUs.org, die Open-Directory-Project-Erweiterung Chainki und die proprietäre Musikdatenbank CDWiki. Selbst zur Vermarktung von Internetwerbung wurden Wikis verwendet, wie bei WikiFox (inzwischen eingestellt) und ShoppiWiki.
Durch Softwareerweiterungen wurde das Wiki-Konzept um die Darstellung von ab 2005 populären Inhalten wie Web-Videos erweitert sowie auf zukünftig erwartete Internetphänomene wie das Semantische Web vorbereitet.
Im März 2007 wurde das Wort wiki in das Oxford English Dictionary aufgenommen.
Eine Reihe von Regiowikis wurden speziell für einzelne Städte und deren Themenkreise eingerichtet. Das größte der Welt war lange das Stadtwiki Karlsruhe.

### Wikis in Organisationen: Entwicklung ab 2007

#### Unternehmenswikis
Durch den Erfolg der Wikipedia angeregt haben viele Unternehmen begonnen, Unternehmenswikis für das Wissensmanagement aufzubauen (auch: Business-Wikis, Enterprise-Wikis). Die Mitarbeiter sollen ihr Wissen unternehmensintern sammeln und transparent machen. Der finanzielle Aufwand ist dagegen meist niedriger als bei herkömmlichen Systemen der Wissenskonservierung. Erfolgversprechend ist der Einsatz von Wikis tendenziell eher bei flachen Hierarchien und in einer möglichst offenen Unternehmenskultur.
Florian L. Mayer warnt in seiner Dissertation vor einer fehlenden Überschneidung zwischen Chef-Erwartungen und der Realität im Wiki. Das Wissen, das in Wikis festgehalten wird, wird erst dann für die Organisation nützlich, wenn es in unternehmensrelevanten Entscheidungen transformiert werden kann. Wichtig ist nicht nur die „Motivation zur Mitarbeit“, sondern auch zum Abruf von Inhalt. Es sei problematisch, wegen der Kollaboration in der Wikipedia zu meinen, dass Kollaboration im Allgemeinen so zustande käme. Mayers Meinung nach fördert ein Wiki Kollaboration in der Organisation nicht, sondern bildet sie eher nur ab. Wenn durch das Wiki die eigene Arbeitsweise beobachtet und bewertet wird, kann das der Motivation auch schaden.
Im Jahr 2008 nutzten oder testeten beispielsweise 41 % der finnischen Top-50-Unternehmen Wikis, weitere 18 % standen einem Wiki-Einsatz offen gegenüber.
Laut einer Studie von Forrester Research wird sich der Einsatz von Unternehmenswikis im Rahmen von Enterprise 2.0 von 2007 bis 2013 in etwa verzehnfachen. Die Unternehmensberatung Gartner schätzte, dass 2009 ungefähr die Hälfte der Unternehmen ein Wiki installiert haben.
Grundsätzlich können unternehmensinterne Wikis in zwei Gruppen eingeteilt werden:
- Unternehmens- bzw. Abteilungswikis versuchen das Wissen eines Unternehmens bzw. einer Abteilung zu erfassen.
- Projektbezogene Wikis dagegen sind speziell auf ein einzelnes Projekt zugeschnitten. Sie haben wie die zugehörigen Projekte oft nur eine begrenzte Lebensdauer und sollen oft nur für einen bestimmten Personenkreis zugänglich sein.

Einige Wikis kombinieren beide Typen und ermöglichen die Einrichtung von sogenannten Spaces, um Projekte voneinander inhaltlich und benutzerrechtlich zu trennen.

#### Wikis im Bildungssektor
Mittlerweile nutzen viele Schulen und Hochschulen eigene Wikis. Im Jahre 2010 gab es in Deutschland WikiWebs an mehr als 34 % aller Hochschulen.

#### Wiki der Technikgeschichte
Die weltweit größte technische Berufsgesellschaft Institute of Electrical and Electronics Engineers (IEEE) mit den Schwerpunktsbereichen Elektrotechnik und Informatik gründete 2008 eine Unterorganisation mit dem Namen IEEE Global History Network. Es entstand eine wikibasierte, englischsprachige, frei zugängliche Online-Datenbank mit historischen Inhalten der Technikgeschichte dieser Fachbereiche. Dazu gehören Meilensteine der Entwicklung wie auch mündliche und schriftliche persönliche Erfahrungsberichte. 2015 wurde das IEEE Global History Network in die breiter abgestützte Organisation Engineering and Technology History Wiki der wichtigsten technischen US-Berufsgesellschaften eingebracht und wird dort weitergeführt.

### Wikis für die Politik
Im Sinne von beteiligungsorientierten Theorien der Demokratie stellen sich manche Autoren vor, dass Wikis die Demokratie beleben könnten. Ein Beispiel ist ein Werk des Philosophen Wätzold Plaum, demzufolge man Gesetzesentwürfe nach dem „Wikipedia-Prinzip“ verfassen solle. Allerdings solle man verhindern, dass eine Hierarchisierung wie in der Wikipedia eintritt. Er wünscht sich, dass die Bürger online über politische Entscheidungen mitbestimmen können.
Allgemein werden beteiligungsorientierte Theorien auch kritisiert, weil die Bürger unterschiedlich viel Zeit und Fähigkeiten haben, sich politisch zu engagieren. Im Bezug auf Wikis stellt sich die Frage, ob die Ergebnisse von Wiki-Diskussionen tatsächlich umgesetzt oder nur als Anregung verstanden werden. Für diejenigen, die sich im Wiki einer Partei beteiligen, ist es demotivierend, wenn ihnen die Arbeit im Wiki keinen Einfluss und keinen Status in der Partei einbringt.
Am 11. Juli 2009 wurde in Portugal vom Institut für portugiesische Demokratie (IDP) das Projekt Constituição 2.0 lanciert. Dabei soll, nach dem Vorbild der Wikipedia, eine neue, mit dem Wiki-System kollektiv erstellte, portugiesische Verfassung entstehen. In einem Artikel in der israelischen Tageszeitung Haaretz wird die Idee als Möglichkeit zur Schaffung einer Verfassung Israels aufgegriffen.

## Wiki-Software
Wiki-Software ist Software, die den Anforderungen eines Wikis genügt. Viele Anwendungen wie Google Docs, Microsoft Word oder Dropbox haben Funktionen, die Kollaboration ermöglichen. Wichtig ist nicht so sehr die verwendete Software, sondern die Art und Weise, wie sie verwendet wird. Allerdings gibt es Software, die eigens für Wikis konzipiert worden ist. In erster Linie gilt dies für die MediaWiki-Software, mit der zum Beispiel die Wikipedia läuft.
Wiki-Software kann dabei helfen, Wissen innerhalb einer Organisation zu strukturieren und dokumentieren und dadurch leichter verfügbar und nutzbar zu machen. Wissenstransfer wird auf diese Weise unabhängiger von unmittelbarem zwischenmenschlichen Kontakt. Ebenso kann ein Wiki dazu dienen, Organisationsstrukturen bis hin zu informellen Netzwerken und Experten als Ansprechpartnern transparent zu machen. Die Wahl der geeigneten Wiki-Software hängt dabei sowohl von der Struktur der Organisation als auch vom konkreten Einsatzzweck ab.

### Benutzerfreundlichkeit
Wiki-Systeme unterstützen das Bearbeiten von Inhalten unterschiedlich (z. B. vermittels eines WYSIWYG-Editors). In einem Unternehmen kann die Anmeldung mit der Anmeldung an anderen Software-Systemen synchronisiert werden (LDAP-Authentifizierung). Eine Anbindung an die eingesetzte Office-Software kann es ermöglichen, im Wiki abgelegte Text- oder Tabellendokumente unmittelbar zu editieren und zu versionieren. Vorlagen können bei der Erstellung von ähnlichen strukturierten Wiki-Einträgen unterstützen.

### Wissensmanagement-Funktionen
- Inhalte werden systematisiert, indem sie bestimmten Kategorien und Tags zugeordnet werden.
- Die Suchfunktion durchsucht nach Möglichkeit nicht nur die Wiki-Seiten selbst, sondern auch im Wiki abgelegte Text- oder Tabellendokumente.
- Diskussionsseiten dienen dem Abgleich von Wissen und dem Austausch von Meta-Wissen über einen Wiki-Eintrag bzw. -Text.
- Informationen, die im ERP-System des Unternehmens abgelegt sind, können angebunden werden.
- Zur Qualitätssicherung ist es möglicherweise notwendig, dass vor der Veröffentlichung eines Dokuments eine Freigabe desselben stattfindet (Workflow).

### Benutzerrechte-Management
Ein Wiki kann die angelegten Konten in sogenannten Benutzergruppen zusammenlegen. Gemeint ist, dass die Konten bestimmte Rechte haben, je nachdem, welchen Benutzergruppen sie gehörig sind. Dann kann ein Benutzer von seinem Konto nur einige Seiten, aber nicht alle Seiten bearbeiten. Eine bekannte Benutzergruppe sind die Administratoren, die zum Beispiel Konten sperren können.
Solche Benutzergruppen sind zunächst im rein technischen Sinne zu verstehen. Ein Benutzer mit Zugriff zu einem Konto in der Benutzergruppe Administratoren unterliegt den Regeln der Wiki-Gemeinschaft oder des Wiki-Eigentümers. Von diesen Regeln hängt ab, ob und wann er ein anderes Konto tatsächlich sperren darf.

### Investitionssicherheit
Zur langfristigen Sicherung der Investition trägt eine weite Verbreitung der Wiki-Software bei. Sie kann daran abgelesen werden, wie viele Referenzen es gibt und ob es eine aktive Nutzer-Community gibt. Anwender von Software sind darauf angewiesen, dass der Software-Anbieter die Software dauerhaft zur Verfügung stellt und aktualisiert. Open-Source-Software hat den Vorteil, dass man sie eventuell weiterführen kann, ohne von einem einzigen Anbieter abhängig zu sein.